# Дусиково
Дуси́ково (рос. Дусыково) — присілок у складі Ярського району Удмуртії, Росія.

## Населення
Населення — 11 осіб (2010, 71 у 2002).
Національний склад станом на 2002 рік:
- удмурти — 93 %